# Димитър Мурузи
Димитър Мурузи (1768 – 1812) е княз на Молдова и османски велик драгоман, обезглавен за предателство срещу султан Махмуд II в Шумен.

## Биография
Димитър Мурузи е член на фанариотския гръцки род Мурузи. Баща му Константин (1777 – 1782) и брат му Александър (1792, 1803 – 1806) са князе на Молдова и Влахия.
Димитър Мурузи е благодетел на Великата народна школа в Куручешме. В качеството си на Велик драгоман през 1812 г. той влиза в ролята на секретар и преводач на турския представител Галиб ефенди при сключването на мирния договор в Букурещ между Турция и Русия. Мурузи храни симпатии към Русия и допринася за прибързаното сключване на неблагоприятен за Османска Турция мирен договор. Обвинен в измяна, Димитър Мурузи е обезглавен на площад „Демендере“ в Шумен на 15 (27) октомври 1812 г. Брат му Панайот Мурузи, драгоман на флота, е обезглавен в Цариград по същото обвинение.
В православния храм „Свето Възнесение Господне и великомъченик Георги“ в Шумен се съхранява потир, дарен от Димитър Мурузи преди екзекуцията му. В двора на църквата са погребани двама князе: Димитър Мурузи и Валериан Григориевич Мадатов, починал при обсадата на Шумен през 1828 г. от туберкулоза. Запазена е и надгробната плоча на Мурузи с текст: „Тук е погребан убитият на 15 октомври 1812 г. приснопаметен велик Драгоман бейзаде Димитър Мурузи. Нека му простят от душа онези, които четат“. Гробът е разкрит от Иван Моллов при ремонт на църквата през 1933 г., като почетно погребаните в него тленни останки са на умъртвен чрез обезглавяване високопоставен човек, вероятно ктитор на църквата.